# Liam Allen
Pas d'image ? Cliquez ici

a Compétitions nationales et continentales officielles uniquement.

Dernière mise à jour le 3 mars 2024.
Liam Allen, né le 17 mars 2000, est un joueur néo-zélandais de rugby à XV qui évolue aux postes de troisième ligne aile ou de troisième ligne centre au Lyon OU.

## Biographie
Liam Allen est originaire d'un petit village près de Waikato dans le nord de la Nouvelle-Zélande. Il est issu d'un milieu fermier.
Allen rejoint la Lincoln University, avant de jouer pour la province de Canterbury en NPC à partir de 2020. Il dispute son premier match en professionnel le 30 octobre 2020 face à Otago, en remplaçant Billy Harmon (en) à trois minutes du terme de la rencontre. Il est titularisé pour la première fois le 8 août 2021 contre Auckland.
Il dispute un match en Super Rugby avec la franchise des Crusaders le 29 mai 2021 sur le terrain des Waratahs, en entrant en jeu à cinq minutes du terme à la place de Whetu Douglas (en).
À l'hiver 2023, Allen rejoint le Lyon OU en tant que joker médical pour pallier les blessures de Jordan Taufua et de Maxime Gouzou. Il dispute son premier match avec le Lyon OU le 1er avril 2023 contre le Stade français en Challenge Cup. Il inscrit son premier essai le 28 mai 2023 lors de la dernière journée de Top 14 face à l'Aviron bayonnais. Il est d'ailleurs l'auteur d'une bonne performance lors de cette rencontre.
À l'issue de la saison, Liam Allen reste au club en tant que joker Coupe du monde. Au cours d'un match contre le Castres olympique le 2 décembre 2023, il se rompt le ligament latéral interne du genou gauche, ce qui l'éloigne des terrains durant un mois.
Il est le beau-frère du All Black Sam Cane, qui est marié à sa sœur Hariett.

## Palmarès
- Finaliste de la Challenge Cup en 2025 avec le Lyon OU.